# Empoascanara dubiosa
Empoascanara dubiosa är en insektsart som beskrevs av Irena Dworakowska 1980. Empoascanara dubiosa ingår i släktet Empoascanara och familjen dvärgstritar. Inga underarter finns listade i Catalogue of Life.